# Synagoga w Paryżu (ul. Chasseloup-Laubat)
Synagoga przy ulicy Chasseloup-Laubat w Paryżu – synagoga reformowana wybudowana w 1913. 

## Historia
Budowa synagogi w XV okręgu paryskim była związana ze wzrostem liczebnym zamieszkałej tam ludności żydowskiej, której nie wystarczała już skromna kaplica przy alei La Motte-Piquet. Teren pod budowę został zakupiony w 1910 za cenę 130 tys. franków. Jednym z fundatorów obiektu był baron Edmund Rothschild, który opłacił większość prac związanych ze wzniesieniem synagogi oraz sąsiadującego z nią budynku przeznaczonego na centrum kultury żydowskiej. On również wybrał architekta - Luciena Bechmanna. 
Synagoga została otwarta w 1913 i jest czynna do dziś. 

## Architektura
Synagoga przy ulicy Chasseloup-Laubat posiada cechy styl bizantyjskiego, obecnego w budownictwie synagogalnym Basenu Paryskiego. Jest to jedna z ostatnich tego typu budowli we Francji. 
Wejście do synagogi prowadzi przez obszerny narteks, jest dekorowane rzędem półkolistych arkad z białego kamienia. Boczną fasadę budynku, również dekorowaną arkadami, zdobi rozeta. Całość została zbudowana z czerwonej cegły. W oknach znajdują się witraże. Przy dekoracji wnętrza wykorzystano różne gatunki cennego drewna. 